# Хатуна Лоріг
Хатуна Лоріг (нар.1 січня 1974 року, Тбілісі, СРСР) — радянська, грузинська та американська лучниця. 

## Життєпис
Хатуна Кврівішвілі народилася 1 січня 1974 року у Тбілісі. Хатуна розпочала займатися стрільбою з лука у рідному місті. На чемпіонаті Європи у 1990 році спортсменка завоювала бронзову нагороду в індивідуальній першості, а також стала чемпіонкою у складі збірної СРСР. На чемпіонаті Європи (Мальта, 1992 рік) Хатуна стала чемпіонкою як в індивідуальній першості так і в командних змаганнях. У складі Об'єднаної команди лучниця стала бронзовою призеркою Олімпійських ігор у Барселоні (1992) в командній першості, а в індивідуальних змаганнях стала п'ятою. Хатуна також брала участь на Олімпіадах в Атланті (1996) та Сіднеї (2000) у складі збірної Грузії. На Олімпійських іграх в Пекіні у 2008 році та на Олімпіаді в Лондоні (2012) Лоріг виступала за збірну США. На чемпіонаті світу у 2013 році лучниця вперше стала призеркою світовою першості (спортсменка стала другою у класичному міксті).

## Виступи на Олімпіадах

### ЗаОб'єднану команду
| Олімпіада      | Дисципліна             | Місце |
| -------------- | ---------------------- | ----- |
| Барселона 1992 | індивідуальна першість | 6     |
| Барселона 1992 | командна першість      | 3     |

### ЗаГрузію
| Олімпіада    | Дисципліна             | Місце |
| ------------ | ---------------------- | ----- |
| Атланта 1996 | індивідуальна першість | 49    |
| Сідней 2000  | індивідуальна першість | 46    |
| Сідней 2000  | командна першість      | 12    |

### ЗаСША
| Олімпіада   | Дисципліна             | Місце |
| ----------- | ---------------------- | ----- |
| Пекін 2008  | індивідуальна першість | 5     |
| Лондон 2012 | індивідуальна першість | 4     |
| Лондон 2012 | командна першість      | 6     |